# Marion (Virginie)
Pour les articles homonymes, voir Marion.
La ville américaine de Marion est le siège du comté de Smyth, dans l’État de Virginie. Lors du recensement de 2010, sa population s’élevait à 5 968 habitants.

## Source
- (en) Cet article est partiellement ou en totalité issu de l’article de Wikipédia en anglais intitulé « Marion, Virginia » (voir la liste des auteurs).